# Чемпионат России по баскетболу среди женщин 2024/2025
Чемпионат России по баскетболу 2024/2025 — 34-й сезон Премьер-лиги, соревнования среди женских баскетбольных клубов, организованного Российской федерацией баскетбола.

## Регламент
Регулярный чемпионат проходит в два этапа.
В первом этапе одиннадцать участников играют в три круга (с 3 октября 2023 года по март 2024 года) всего 165 игр с разъездами игра дома и на выезде (30 игр для каждой команды).

Во втором этапе команды, занявшие 1-8 места в Регулярном чемпионате, квалифицируются в плей-офф, где играют по системе на выбывание. 

Три команды, не квалифицированные в плей-офф, разыгрывают места с 9 по 11 место в Итоговой классификации Чемпионата России среди женских команд Премьер-лиги сезона 2024/25 гг.
По результатам регулярного чемпионата образуется «сетка» плей-офф: 1-е место — 8-е место, 2 — 7, 3 — 6, 4 — 5.
Серия 1/4 финала проводится до двух побед по схеме 1+2: 1-я игра проводится на площадке команд, которые классифицировались с наименьшим «номером» по итогам Регулярного чемпионата, 2-я и 3-я игра проводятся на площадке команд, которые классифицировались с наибольшим «номером» по итогам Регулярного чемпионата.
Полуфинал — по схеме «1+1+1».
 Финал и игры за 3-е место проводятся до трех побед по схеме 2+2+1: 1-я, 2-я и при необходимости 5-я игра проводятся на площадке команд, указанных первыми в сетке плей-офф, 3-я и при необходимости 4-я игра проводятся на площадке команд, указанных вторыми.

## Участники
В женскую Премьер-лигу Чемпионата России по баскетболу 2024/2025 зарегистрировалось 12 команд. Однако перед стартом сезона московская «Руна» объявила о том, что снимает заявку на участие в чемпионате. Таким образом, в сезоне остаются 11 команд, игравших в прошлом сезоне.
| Клуб         | Город        | Стадион                      | Вмест.      | Гл. тренер                                                    |
| ------------ | ------------ | ---------------------------- | ----------- | ------------------------------------------------------------- |
| УГМК         | Екатеринбург | ДС УГМК (Верхняя Пышма) ДИВС | 2 000 5 000 | Дмитрий Донсков                                               |
| Динамо       | Курск        | СКК МСК «Тулица» (Тула)      | 3 150 300   | Игорь Грачев (до декабря 2024) Сергей Вознюк (c декабря 2024) |
| МБА-МГУСиТ   | Москва       | УСЗ «Дружба», Лужники        | 3 500       | Александр Дирацуян                                            |
| Надежда      | Оренбург     | СК «Оренбуржье»              | 4 500       | Евгений Иванов                                                |
| Самара       | Самара       | МТЛ Арена                    | 2 200       | Дмитрий Пивцайкин                                             |
| Спарта энд К | Видное       | ДС «Видное»                  | 4 000       | Сергей Данилин                                                |
| Енисей       | Красноярск   | Арена-Север                  | 4 000       | Ольга Шунейкина                                               |
| Ника         | Сыктывкар    | Лузалес-Арена (КСЦ «Ренова») | 750         | Ольга Доронина                                                |
| Динамо       | Новосибирск  | СКК «Север»                  | 3 000       | Борис Понкратов                                               |
| Нефтяник     | Омск         | СК им. Ивана Дворного        | 500         | Елена Лазуткина                                               |
| Динамо       | Москва       | ДС в Крылатском              | 5 000       | Олег Акципетров                                               |